# 佛本行集经
《佛本行集經》（梵名：Abhiniṣkramaṇa sūtra），總共有六十卷。又名《本行集經》。於隋代開皇七年到十一年（587～591）由闍那崛多翻譯。收入於《大正藏》本緣部的第三冊。 

## 特色
《佛本行集經》以曇無德部所傳的佛傳為主，集合摩訶僧祇、薩婆多、迦葉惟、彌沙塞四部，並以曇無德部的《釋迦牟尼佛本行》的經名為名稱，因此而稱作《集經》。
此經為佛傳中最詳盡者，異於其他佛傳文學的四項特色為：初揭佛統譜、次出王統譜、含有多數本生、雜糅各種異傳，因此《佛本行集經》又為研究印度古代社會與佛教史的重要資料。

## 內容
《佛本行集經》內容敘述世尊誕生、出家、成道等事蹟，及佛弟子歸化之因緣，集佛傳之大成者，內容分三部六十品。

### 第一部
從《發心供養品》到《賢劫王種品》，敘述關於釋迦牟尼佛出身的世系，即發菩提心生於兜率天，託胎於摩耶夫人，共有五章。

### 第二部
從《上托兜率品》乃至《阿難因緣品》，敘述佛陀誕生、學習、結婚生子生平事蹟。略分為懷抱出世思想之在俗期、出家後，訪仙苦行之出家修行期、以及成道後初轉法輪之成道期。以上三期計有三十二章。

### 第三部
第三部則是記傳道、教化生活，即記弟子列傳之傳道期，計有十五章。

## 品目
- 發心供養品 （第一卷）
- 受決定記品 （第三卷）
- 賢劫王種品 （第四卷）
- 上託兜率品 （第五卷）
- 俯降王宮品 （第七卷）
- 樹下誕生品
- 從園還城品 （第八卷）
- 相師占看品 （第九卷）
- 私陀問瑞品 （第十卷）
- 姨母養育品 （第十一卷）
- 習學技藝品
- 遊戲觀矚品 （第十二卷）
- 捔術爭婚品
- 常飾納妃品 （第十三卷）
- 空聲勸厭品 （第十四卷）
- 出逢老人品
- 淨飯王夢品 （第十五卷）
- 道見病人品
- 路逢死屍品
- 耶輸陀羅夢品
- 捨宮出家品 （第十六卷）
- 剃髮染衣品 （第十七卷）
- 車匿等還品 （第十八卷）
- 觀諸異道品 （第二十卷）
- 王使往還品
- 問阿羅邏品 （第二十一卷）
- 答羅摩子品 （第二十二卷）
- 勸受世利品
- 精進苦行品 （第二十四卷）
- 向菩提樹品 （第二十五卷）
- 魔怖菩薩品 （第二十七卷）
- 菩薩降魔品 （第二十九卷）
- 成無上道品 （第三十卷）
- 昔與魔競品 （第三十一卷）
- 二商奉食品
- 梵天勸請品 （第三十二卷）
- 轉妙法輪品 （第三十三卷）
- 耶輸陀因緣品 （第三十四卷）
- 耶輸陀宿緣品 （第三十六卷）
- 富樓那出家品 （第三十七卷）
- 那羅陀出家品
- 娑毘耶出家品 （第三十八卷）
- 教化兵將品 （第三十九卷）
- 迦葉三兄弟品 （第四十卷）
- 優波斯那品 （第四十二卷）
- 布施竹園品 （第四十四卷）
- 大迦葉因緣品 （第四十五卷）
- 跋陀羅夫婦因緣品 （第四十七卷）
- 舍利目連因緣品
- 五百比丘因緣品 （第四十九卷）
- 斷不信人行品
- 說法儀式品
- 尸棄佛本生地品 （第五十卷）
- 優陀夷因緣品 （第五十二卷）
- 優波離因緣品 （第五十三卷）
- 羅睺羅因緣品 （第五十五卷）
- 難陀出家因緣品 （第五十六卷）
- 婆提唎迦等因緣品 （第五十七卷）
- 摩尼婁陀品 （第五十九卷）
- 阿難因緣品 （第六十卷）

## 異說
《佛本行集經》保存了各部律藏有關佛傳的異說。
- 《佛所行贊》：摩耶夫人見所生子端正如天童，過喜不自勝，命終生天上，可在《佛本行集經》卷一中查見。
- 《過去現在因果經》：知優婁頻螺迦葉心念，往詣北鬱單越七日七夜停彼不現，可見於本經卷四。
- 《中本起經》：迦蘭陀施佛竹園，則和《佛本行集經》迦葉維師說相似。

## 譯本
《佛本行集經》原典至今尚未發現，而漢譯本之修辭文飾甚少。
歷史記載原有彥瓊制序，今已佚失。